# Franciszek Ksawery Ursyn Niemcewicz
Franciszek Ksawery Ursyn Niemcewicz herbu Rawicz (zm. 30 grudnia 1795 roku) – sędzia ziemski/ziemiański brzeskolitewski w 1792 roku, sędzia ziemski brzeskolitewski w latach 1772–1792, cześnik brzeskolitewski w latach 1750–1772.
Poseł na sejm nadzwyczajny 1750 roku z województwa brzeskolitewskiego. Jako sędzia kapturowy i poseł na sejm elekcyjny 1764 roku z województwa brzeskolitewskiego. Był elektorem Stanisława Augusta Poniatowskiego w 1764 roku z województwa brzeskolitewskiego. Poseł na Sejm Rozbiorowy (1773–1775) z województwa brzeskolitewskiego